# Dmitrij Ivanovič Mendeleev
Dmitrij Ivanovič Mendeleev (in russo Дми́трий Ива́нович Менделе́ев? , [ˈdmʲitrʲij ɪˈvanəvʲɪʨ mʲɪnʲdʲɪˈlʲejɪf]; Tobol'sk, 8 febbraio 1834 – San Pietroburgo, 2 febbraio 1907) è stato un chimico russo.
Inventore della tavola periodica degli elementi, a differenza di altri precedenti contributori alla tavola fornì un sistema di classificazione che prevedeva le caratteristiche di elementi non ancora scoperti.

## Biografia

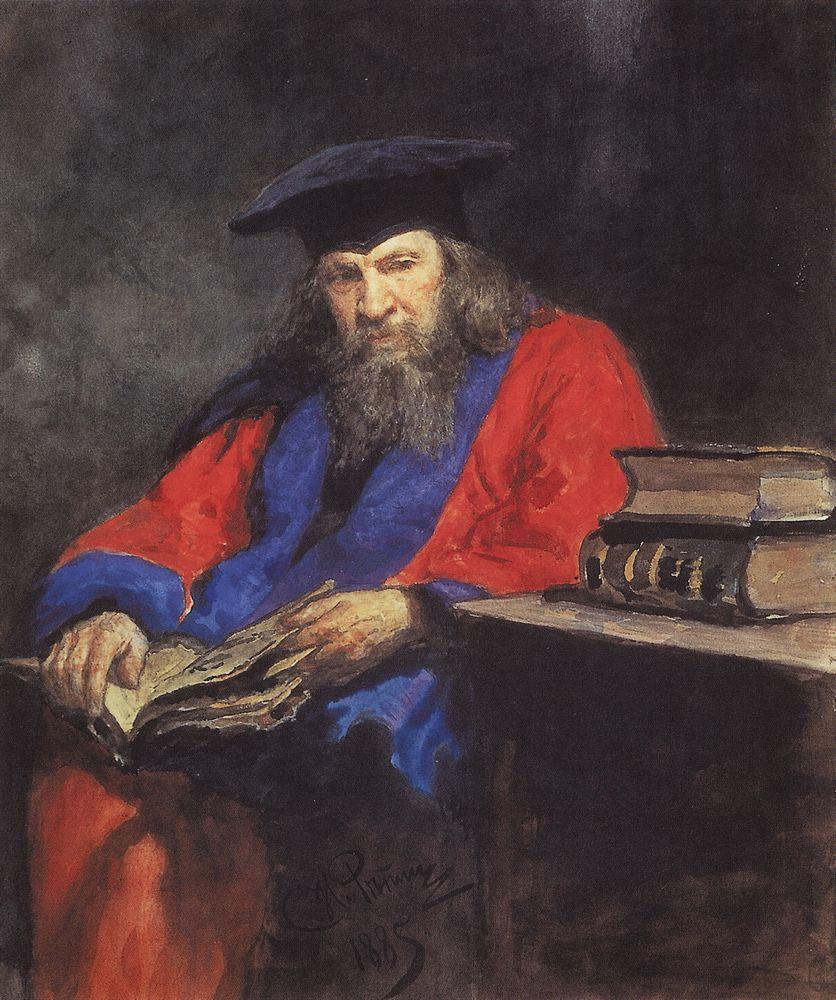
Dmitrij Ivanovič Mendeleev in un ritratto di Il'ja Repin

Dmitrij Mendeleev nacque a Tobol'sk in Siberia, l'8 febbraio 1834, da Ivan Pavlovič Mendeleev (direttore del ginnasio della città) e Maria Dimitrievna Mendeleeva (nata Kornil'eva), donna intelligente ed energica che si occupava dell'educazione dei figli di cui Dmitrij era il quattordicesimo e ultimo. Suo nonno, Pavel Maksimovič Sokolov, era stato un pope. Ivan, insieme ai suoi fratelli, aveva ottenuto un nuovo nome per la propria famiglia, aderendo al seminario teologico di Tver'.
Dmitrij Mendeleev non possedette mai una buona vista, quindi non poteva lavorativamente aiutare molto. Maria Dimitrievna dovette così assumersi la responsabilità anche economica della famiglia, accettando di gestire una piccola vetreria cedutale dal fratello. Il vetro in fusione, i bagliori notturni della fabbrica rimasero sempre impressi nella memoria di Dmitrij. All'età di 13 anni, dopo la morte del padre e l'incendio della fabbrica della madre, Dmitrij cominciò a frequentare il ginnasio a Tobol'sk.
Nel 1849, la famiglia di Mendeleev, divenuta povera, si trasferì a San Pietroburgo. Qui egli entrò al Grande Istituto Pedagogico nel 1850. Dopo la laurea, un malessere, che gli fu diagnosticato come tubercolosi lo costrinse a spostarsi in Crimea, sulla costa settentrionale del Mar Nero, nel 1855. Mentre era li, raggiunse il più alto grado tra il personale scientifico del ginnasio №1 a Sinferopoli. Ritornò in piena salute a San Pietroburgo nel 1857. Tra il 1859 e il 1861 lavorò a Heidelberg sulla capillarità dei liquidi e sul funzionamento dello spettroscopio; tornato in Russia si sposò nel 1862 (avrebbe divorziato nel 1881, per risposarsi l'anno successivo).

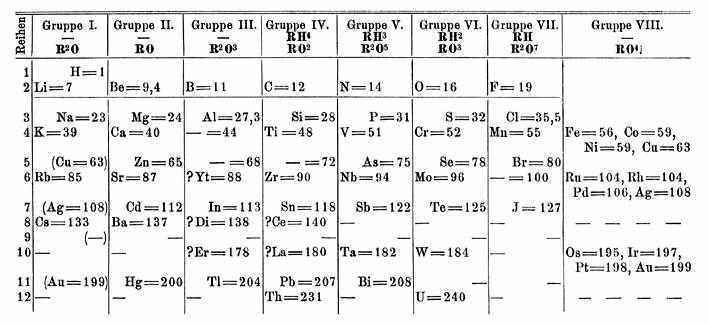
La tavola periodica di Mendeleev

Un curioso aneddoto lega il suo nome alle vicende ottocentesche della penisola italiana. Nell'estate del 1860, era in viaggio in Europa con dei connazionali, il chimico russo Zinin e il chimico-musicista Borodin. Il 24 agosto decisero di fare una puntatina nel Nord Italia, fermandosi a Venezia, Verona e Milano, quest'ultima città ormai facente parte del Regno di Sardegna, dopo l'armistizio di Villafranca del luglio 1859. Nel corso del viaggio incapparono in una disavventura raccontata dallo stesso Mendeleev: "Vicino a Verona la polizia austriaca si mise sulle nostre tracce. Fummo informati che un condannato per reati politici era appena scappato dalla prigione e si trovava nei paraggi. Borodin venne immediatamente scambiato per il criminale ricercato a causa della sua fisiognomica, simile a quella di frequenti tipi. La polizia rovistò tra i nostri bagagli e ci fece domande. Erano intenzionati ad arrestarci, ma si convinsero in fretta che eravamo davvero degli studenti russi e ci lasciarono andare. Quando lasciammo i confini austriaci per entrare nel Regno di Sardegna, ancora in preda allo stupore, fummo oggetto di un grande festeggiamento. Le persone che si avvicinavano alla carrozza ci abbracciavano e ci baciavano, gridando "viva" e cantando a squarciagola. La ragione era dovuta al fatto che il fuggitivo era rimasto seduto per tutto il tempo assieme a noi, solo che la polizia non lo aveva notato ed egli era riuscito felicemente a sottrarsi alle grinfie degli Austriaci”.
Nel 1863 divenne professore di chimica all'Istituto Tecnologico di San Pietroburgo e all'Università statale di San Pietroburgo. Nel 1865 ottenne il dottorato di ricerca con una dissertazione sulle combinazioni di acqua e alcol. Ottenne la cattedra di ruolo nel 1867.
Nel 1868 Mendeleev iniziò a scrivere il suo primo libro, Princìpi di chimica. Il suo progetto prevedeva la sistematizzazione di tutte le informazioni dei 63 elementi chimici allora noti. Lo scienziato russo preparò 63 carte, una per ciascun elemento, sulle quali dettagliò le caratteristiche di ognuno. Ordinando le carte, secondo il peso atomico crescente, si accorse che le proprietà chimiche degli elementi si ripetevano periodicamente. Sistemò i 63 elementi conosciuti nella sua tavola e lasciò tre spazi vuoti per gli elementi ancora sconosciuti.
Il 6 marzo 1869 Mendeleev presentò la relazione L'interdipendenza fra le proprietà dei pesi atomici degli elementi alla Società Chimica Russa, che aveva fondato con altri quello stesso anno. Senza che Mendeleev lo sapesse, pochi anni prima avevano già tentato l'impresa Julius Lothar Meyer (1864) e John Newlands (1865), le cui tavole non consentivano però la previsione di nuovi elementi ancora non scoperti.
Il grande scienziato russo previde l'esistenza di altri elementi (vedi alla voce Scoperta degli elementi chimici) e ne descrisse anche le proprietà chimiche e fisiche con impressionante precisione (vedi tabella). L'importanza della tavola periodica e delle previsioni di Mendeleev furono riconosciute pochi anni dopo, in seguito alla scoperta degli elementi scandio, gallio e germanio, che andarono a occupare alcuni posti lasciati vuoti nella tavola e possedevano le proprietà fisiche previste dalla loro posizione in essa.
La seguente tabella riporta le differenze tra le previsioni di Mendeleev sul germanio e le successive verifiche sperimentali.
| Proprietà dell'elemento        | Previsione di Mendeleev (1871) | Verifica sperimentale (1886)  |
| Massa atomica relativa         | 72                             | 72,3                          |
| Volume atomico (cm³/mol)       | 13                             | 13                            |
| Densità del metallo (g/cm³)    | 5,5                            | 5,5                           |
| Punto di fusione del metallo   | Alto                           | 937 °C                        |
| Aspetto del metallo            | Grigio                         | Grigio                        |
| Formula dell'ossido            | EO2                            | GeO2                          |
| Densità dell'ossido (g/cm³)    | 4,7                            | 4,23                          |
| Aspetto dell'ossido            | Bianco                         | Bianco                        |
| Azione degli acidi sull'oss.   | Limitata                       | Non reagisce con HCl          |
| Azione degli alcali sull'oss.  | Nessuna                        | Non reagisce con KOH a freddo |
| Formula del cloruro            | ECl4                           | GeCl4                         |
| Punto di ebollizione del clor. | Inferiore a 100 °C             | 84 °C                         |
| Densità del cloruro (g/cm³)    | 1,9                            | 1,84                          |

Nel 1871 San Pietroburgo era divenuto un centro di eccellenza mondiale per la ricerca in chimica. Pur onorato in tutta Europa, non fu mai ammesso all'Accademia russa delle scienze, a causa dello scandalo del matrimonio sùbito dopo il divorzio, senza aspettare i sette anni che la norma imponeva. Rassegnò le dimissioni dall'università il 17 agosto 1890, quando il governo russo rigettò un progetto di riforma degli studi presentato dai suoi studenti.
Nonostante questa presa di posizione e le sue idee esplicitamente liberali, nel 1893 fu nominato direttore dell'Ufficio Pesi e Misure. C'è una leggenda che riguarda questo ruolo che lo ritiene autore nel 1894 delle norme tecniche per la produzione di vodka, ancora oggi valide per Polonia, Russia e repubbliche ex sovietiche, fissandone la gradazione a 40°: per la verità la misura di 40° fu introdotta dal governo russo nel 1843, quando Mendeleev aveva solo 9 anni. Favorì l'introduzione del sistema metrico decimale in Russia, investigò la composizione dei giacimenti petroliferi e favorì la costruzione della prima raffineria in Russia (nel 1877 aveva tra l'altro confermato la teoria formulata da Michail Vasil'evič Lomonosov secondo la quale petrolio e metano sono prodotti della trasformazione di materiale biologico in decomposizione in molecole di idrocarburi).
Morì a San Pietroburgo sei giorni prima del suo settantatreesimo compleanno, nel 1907.
La figlia, Ljubov (Ljuba) Mendeleeva, sposò nel 1903 Aleksandr Blok. L'unione fu assai burrascosa, con separazioni e tradimenti. Il poeta le dedicò la raccolta Versi sulla bellissima dama (Stichi o prekrasnoj Dame, 1904).
Gli è intitolata la D. Mendeleev University of Chemical Technology of Russia di Mosca.

## Premi e riconoscimenti
- Nel 1862 l'Accademia russa delle scienze gli assegnò il Premio Demidoff.
- Nel 1882 gli venne assegnata la Medaglia Davy.
- Nel 1905 la Royal Society di Londra lo premiò con la Medaglia Copley.